# Cyrtopholis regibbosa
Cyrtopholis regibbosa là một loài nhện trong họ Theraphosidae.
Loài này thuộc chi Cyrtopholis. Cyrtopholis regibbosa được miêu tả năm 1994 bởi Rudloff.